# به‌آباد صالح
به‌آباد صالح، روستایی از توابع بخش مرکزی شهرستان گیلانغرب در استان کرمانشاه ایران است.
پیشه مردم روستا اغلب کشاورزی ، دامپروری و زراعت می باشد.
اهالی روستا با اهالی روستای سنگچین صالح رابطه خویشاوندی داشته که همین امر موجب شکل گیری طایفه صالح شده است .

## جمعیت
این روستا در دهستان حومه قرار دارد و براساس سرشماری مرکز آمار ایران در سال ۱۳۸۵، جمعیت آن ۲۰۷ نفر (۴۷خانوار) بوده‌است.